# Żywa biblioteka

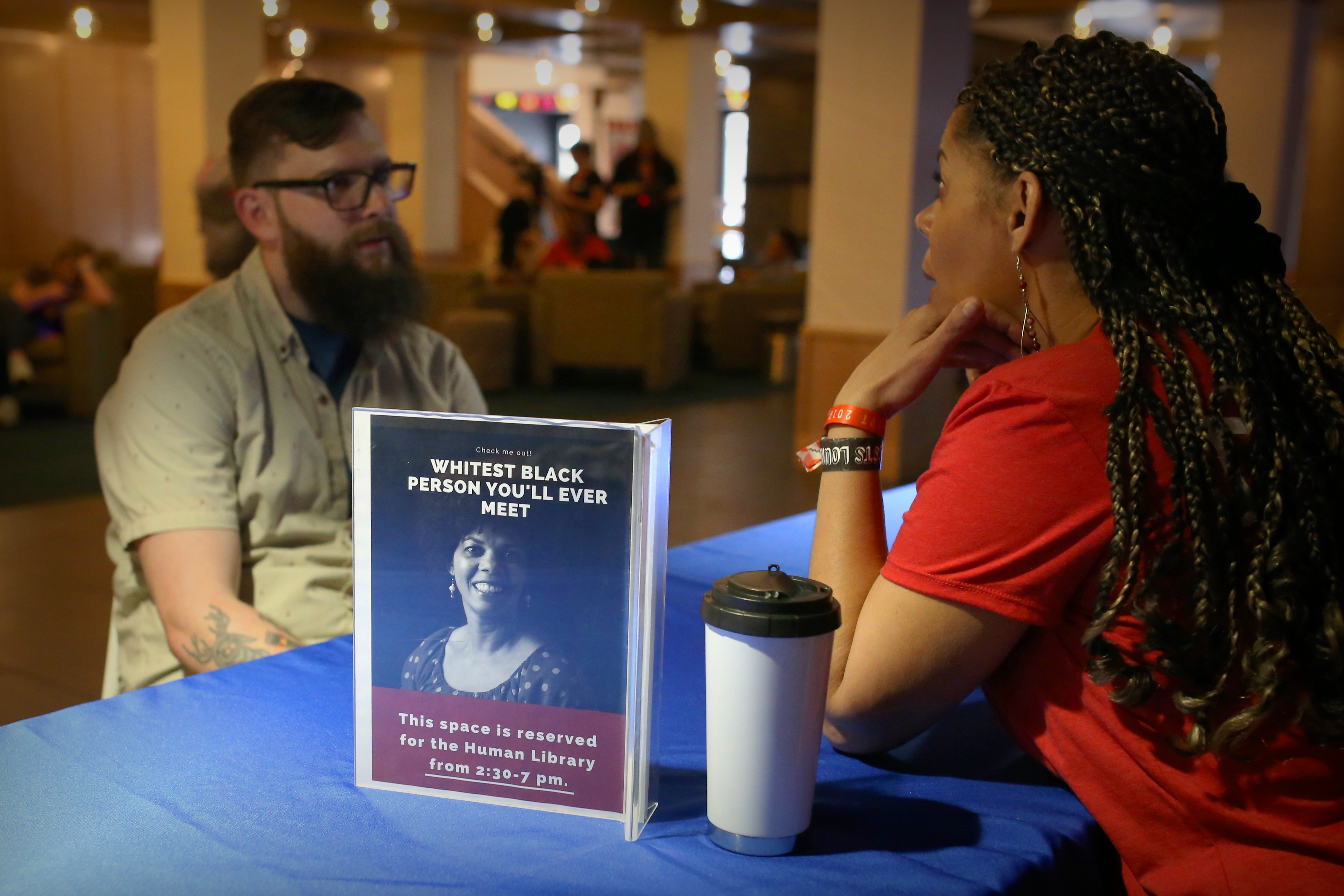
Mężczyzna rozmawiający z "żywą książką" - kobietą o ciemnym odcieniu skóry

Żywa Biblioteka – nieformalna metoda edukacji antydyskryminacyjnej polegająca na możliwości wypożyczenia tzw. „żywych książek“, czyli osób z grup postrzeganych stereotypowo, w celu rozmowy z nimi o ich życiu i zadawaniu pytań na dowolny temat. Pomysł został stworzony w Danii w Roskilde na międzynarodowym festiwalu muzycznym w 2000 roku. Od 2007 Żywa Biblioteka roku jest obecna w Polsce.
Projekt ma konwencję biblioteki, w której „książkami“ są ludzie z różnych grup obarczonych stereotypami lub narażone na wykluczenie lub dyskryminację: geje, lesbijki, feministki, wyznawcy różnych religii, osoby z różnych grup etnicznych, osoby z niepełnosprawnościami. „Czytelnicy“ mogą je „wypożyczyć“ i porozmawiać z nimi. Nad całością wydarzenia czuwają wolontariusze „bibliotekarze“.
Przynajmniej po jednej edycji odbyło się już w 45 krajach na świecie. W Europie m.in. w Hiszpanii, Portugalii, Niemczech, Islandii, Szwecji, Norwegii, Wielkiej Brytanii. W Polsce: w Warszawie, Wrocławiu, Łodzi, Krakowie, Katowicach, Gdańsku, Poznaniu, Koszalinie, Zielonej Górze, Olsztynie, Radomiu czy Ostrowcu Świętokrzyskim. Często imprezy są cykliczne.
Założeniem projektu jest edukacja, że prawa człowieka powinny być uznawane i szanowane przez innych ludzi. Celem jest wzrost świadomości na temat stereotypów i uprzedzeń, a także ich konsekwencji, promowanie tolerancji i różnorodności, czy wzrost zaangażowania na rzecz przeciwdziałania dyskryminacji. Wydarzeniu temu zwykle towarzyszą warsztaty antydyskryminacyjne, prezentacja instytucji i organizacji zajmujących się prawami człowieka. Od 2003 roku Żywa Biblioteka wykorzystywana jest przez program Rady Europy w ramach edukacji na temat praw człowieka.